# Seyyedābād
Seyyedābād (persiska: سِيِّد آباد, سِيِّد آوا, سَعيد آباد) är en ort i Iran.   Den ligger i provinsen Ardabil, i den nordvästra delen av landet, 400 km nordväst om huvudstaden Teheran. Seyyedābād ligger 2 031 meter över havet och antalet invånare är 211.
Terrängen runt Seyyedābād är huvudsakligen kuperad. Seyyedābād ligger uppe på en höjd. Runt Seyyedābād är det ganska glesbefolkat, med 38 invånare per kvadratkilometer. Närmaste större samhälle är Kūrā'īm, 13,4 km väster om Seyyedābād. Trakten runt Seyyedābād består i huvudsak av gräsmarker.